# Cultura chincha
La cultura Chincha (o cultura Ica-Chincha) era la cultura d'un poble indígena peruà que vivia prop de l'oceà Pacífic al sud-oest del Perú. El Regne Chincha i la seva cultura van florir al final del període intermedi (900 dC - 1450 dC), també conegut com el període dels estats regionals del Perú precolombí. Van formar part de l'Imperi Inca cap al 1480. Van ser destacats com a comerciants marítims i van viure en una gran i fèrtil vall de l'oasi. La Centinela és una ruïna arqueològica associada als chincha. Es troba a prop de l'actual ciutat de Chincha Alta.

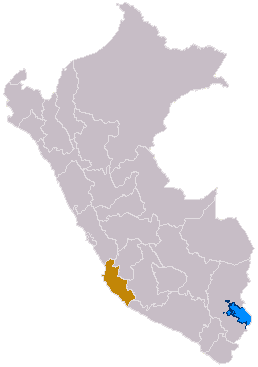
En daurat, àrea de la cultura chincha.

Els Chincha van desaparèixer com a poble unes dècades després de la Conquesta espanyola de l'Imperi Inca, que va començar el 1532. Van morir en gran quantitat per malalties europees i pel caos polític que va acompanyar i seguir la invasió espanyola.
Els Chincha van donar el seu nom a la regió de Chinchaysuyu, les illes Chincha, a l'animal conegut com xinxilla (literalment "Petit Chincha") i a la ciutat de Chincha Alta. La paraula "Chinchay" o "Chincha" significa "Ocelot" en quítxua.

## Assentament
Chincha és una de les valls més grans de la costa de l'Oceà Pacífic al Perú. La vall es troba a uns 220 quilòmetres al sud de Lima, Perú. El desert circumdant és pràcticament sense pluja, però el riu Chincha que baixa dels Andes rega una vall extensa en forma de triangle a uns 25 quilòmetres de nord a sud al llarg de la costa i que s'estén a uns 20 quilòmetres cap a l'interior. A la vall actual es conreen 22.000 hectàrees (54.000 acres) de terra i és possible que les terres cultivades a l'època precolombina no fossin ni molt menys. La vall del riu Pisco es troba a 25 quilòmetres al sud i té una mida similar.

## Història chincha

### Era pre-Chincha
Els éssers humans viuen al llarg de la costa peruana des de fa almenys 10.000 anys. Els primers pobladors van ser probablement pescadors, gaudint dels rics recursos marítims del corrent de Humboldt. L'agricultura de reg a les valls dels rius es va desenvolupar més tard. Les primeres comunitats assentades conegudes a la vall de Chincha daten aproximadament del 800 aC i pertanyen a la cultura Paracas. [3] Més tard, des del 100 aC fins al 800 dC la vall de Chincha va estar influenciada per la cultura Ica-Nazca. La vall de Chincha també va estar influenciada, i possiblement sota el control de l'imperi Wari, des del 500 CE fins al 1000 CE.
Entre els segles IX i X, es va produir un canvi en l'estil de vida i la cultura dels habitants de la costa, amb diferents tècniques i estils que apareixen a la regió costanera. Alguns estudiosos afirmen que el canvi va ser el producte d'una onada migratòria d'origen desconegut, que va identificar aquesta cultura com la cultura "Pre-Chincha". La rudimentària cultura Pre-Chincha depenia àmpliament de la pesca i la recol·lecció de cloïsses.

### Era Chincha
Al segle xi, es va iniciar la sofisticada i bèl·licsaa cultura coneguda com a chincha, possiblement producte d'una onada migratòria de les terres altes. Els Chincha havien desenvolupat sistemes d'arquitectura, agricultura i reg. La cultura Chincha va dominar tota la vall. Els Chincha veneraven un déu jaguar i es creien descendents de jaguars, que els donaven les seves tendències bèl·liques i dominants. Els Chincha van fertilitzar els seus camps amb ocells morts i guano, i aquest coneixement es va transmetre als pobles posteriors. Els comerciants chincha mantenien rutes comercials per terra amb ramats de camèlids utilitzats com a bèsties de càrrega que arribaven al Collao (Altiplà) i al Cusco. A més, els chincha van aprendre habilitats marineres; i noves tecnologies com la construcció de basses amb troncs, la més gran capaç de transportar vint persones a més d'una gran càrrega, i l'ús de la vela, només coneguda per algunes cultures de l'Equador i el Perú a l'època precolombina de la Amèrica; permetia als chincha tenir rutes comercials marítimes extenses i potser viatjat fins a Amèrica Central amb bassa. Els "comerciants" marítims chincha veneraven una estrella coneguda per ells com Chundri, que podria haver servit per a la navegació.
La ruïna chincha de La Centinela va ser un dels primers jaciments arqueològics del Perú a ser investigats pels arqueòlegs. El lloc cobreix més de 75 hectàrees (190 acres) i consta de dues grans piràmides, La Centinela i Tambo de Mora, construïdes amb tova i que serveixen d'habitatge als líders del poble chincha. La zona residencial circumdant acollia artesans de plata, tèxtils, fusta i ceràmica, tot i que, com la majoria dels jaciments arqueològics monumentals precolombins, el propòsit principal de La Centinela era probablement cerimonial més que residencial o comercial.
Una xarxa de carreteres irradiava des de La Centinela, en línia recta, com era costum andí. Les carreteres encara són visibles. Les carreteres s'estenien a l'est i al sud de la Centinela i conduïen a centres de cerimònia perifèrics i també van facilitar el transport de mercaderies a la vall de Paracas cap al sud i cap a les terres altes dels Andes que s'eleven a uns 20 quilòmetres (12 milles) cap a l'interior de La Centinela.
Segons una primera crònica espanyola, la població chincha estava formada per 30.000 caps de família, entre els quals hi havia 12.000 agricultors, 10.000 pescadors i 6.000 comerciants. Les xifres suggereixen una població total de més de 100.000 persones sota control chincha, probablement en una àrea més gran que la mateixa vall de Chincha. El nombre més gran del normal de pescadors i comerciants de la població il·lustra la naturalesa comercial de l'estat de Chincha i la importància del mar per a la seva economia. Els chincha com els chimú i algunes altres cultures andines utilitzaven diners per al comerç.

## Chincha i els inques
Alguns espanyols del segle XVI van registrar la història dels Chincha a partir d'informants indígenes peruans. Tot i que aquestes cròniques són sovint contradictòries, es poden discernir els grans contorns de la història chincha. Pedro Cieza de León va descriure Chincha com una "gran província, estimada a l'antiguitat ... esplèndida i gran ... tan famosa a tot el Perú que molts la temien". Els chincha s'estaven expandint amunt i avall per la costa del Perú i cap a les terres altes dels Andes, al mateix temps que els inques creaven el seu imperi als segles XIV i XV.
Els chincha controlaven un oracle ric i destacat anomenat Chinchaycamac, probablement prop de La Centinela, que va obtenir les contribucions del poble chincha i d'altres, indicant excedents de riquesa.
Els chincha eren famosos pel comerç marítim. Pedro Pizarro va dir que Atahualpa afirmava que el governant de Chincha controlava 100.000 embarcacions marines, sens dubte una exageració, però il·lustrant la importància de Chincha i el comerç. Els viatges amb balses amunt i avall de la costa del Pacífic des del sud de Colòmbia fins al nord de Xile, possiblement fins a Mèxic, van ser una pràctica antiga, essent el comerç principalment d'articles de luxe com l'or i plata treballats i conquilles de Spondylus i Strombus, importants per a rituals. Algunes autoritats han afirmat que els chincha van guanyar influència i control sobre gran part d'aquest comerç marítim només a finals del segle XV. Els inques van capturar i desmantellar l'economia dels Chimú al nord del Perú cap al 1470 i van donar el control del comerç als Chincha, la ubicació dels quals a prop de la pàtria inca, a les terres altes, va fer de Chincha un lloc ideal. Tant la font dels troncs per balsa com les petxines Spondylus i Strombus es trobavev a l'Equador, a 1.400 quilòmetres al nord, reforçant així la visió que els chincha tenien un extens abast en les seves activitats comercials.
La primera expedició dels inques al regne de Chincha va ser dirigida pel general Capac Yupanqui, germà de Pachacútec, sota el govern de l'emperador Pachacútec (1438-1471). Segons algunes fonts, es tractava d'un intent d'establir una relació d'amistat en lloc d'una conquesta, en arribar a Chincha, Capac Yupanqui va dir que no volia res més que l'acceptació de la superioritat del Cusco i va donar regals als curaca de Chincha per demostrar la magnificència inca. Els Chincha no van tenir problemes per reconèixer els incas i continuar vivint pacíficament al seu domini. El següent emperador, Tupac Inca Yupanqui (1471-1493) va portar el Regne Chincha a una autèntica annexió territorial a l'imperi, però els governants de Chincha van conservar gran part de la seva autonomia política i econòmica i del seu lideratge tradicional. El rei Chincha va estar obligat a passar alguns mesos cada any a la cort de l'emperador inca, tot i que se li van concedir els honors dels més alts nobles inques.
El senyor de Chincha era l'única persona del seguici d'Atahualpa que era portat en una llitera a la reunió amb els espanyols. A la cultura inca, l'ús d'una llitera en presència de l'Inca Sapa era un honor excepcional. Els Chincha possiblement van donar suport a la facció d'Atahualpa a la guerra civil inca, Atahualpa va dir que el senyor de Chincha era el seu amic i el més gran senyor de les terres baixes. El senyor Chincha es va confondre inicialment amb Atahualpa a causa de la seva riquesa mostrada a la reunió amb Francisco Pizarro, i després va ser assassinat a la batalla de Cajamarca el 1532 en què l'emperador Atahualpa va ser capturat pels espanyols.

## Domini espanyol
Els espanyols van aparèixer per primera vegada a la vall de Chincha el 1534 i els dominics va fundar una missió catòlica romana el 1542. Amb l'arribada dels espanyols, la població de Chincha va disminuir precipitadament, principalment a causa de malalties europees i les turbulències polítiques. Els demògrafs han estimat un descens del 99% de la població en els primers 85 anys de govern espanyol. Chincha mai va recuperar el seu protagonisme anterior.